# Baumen (Heinsberg)

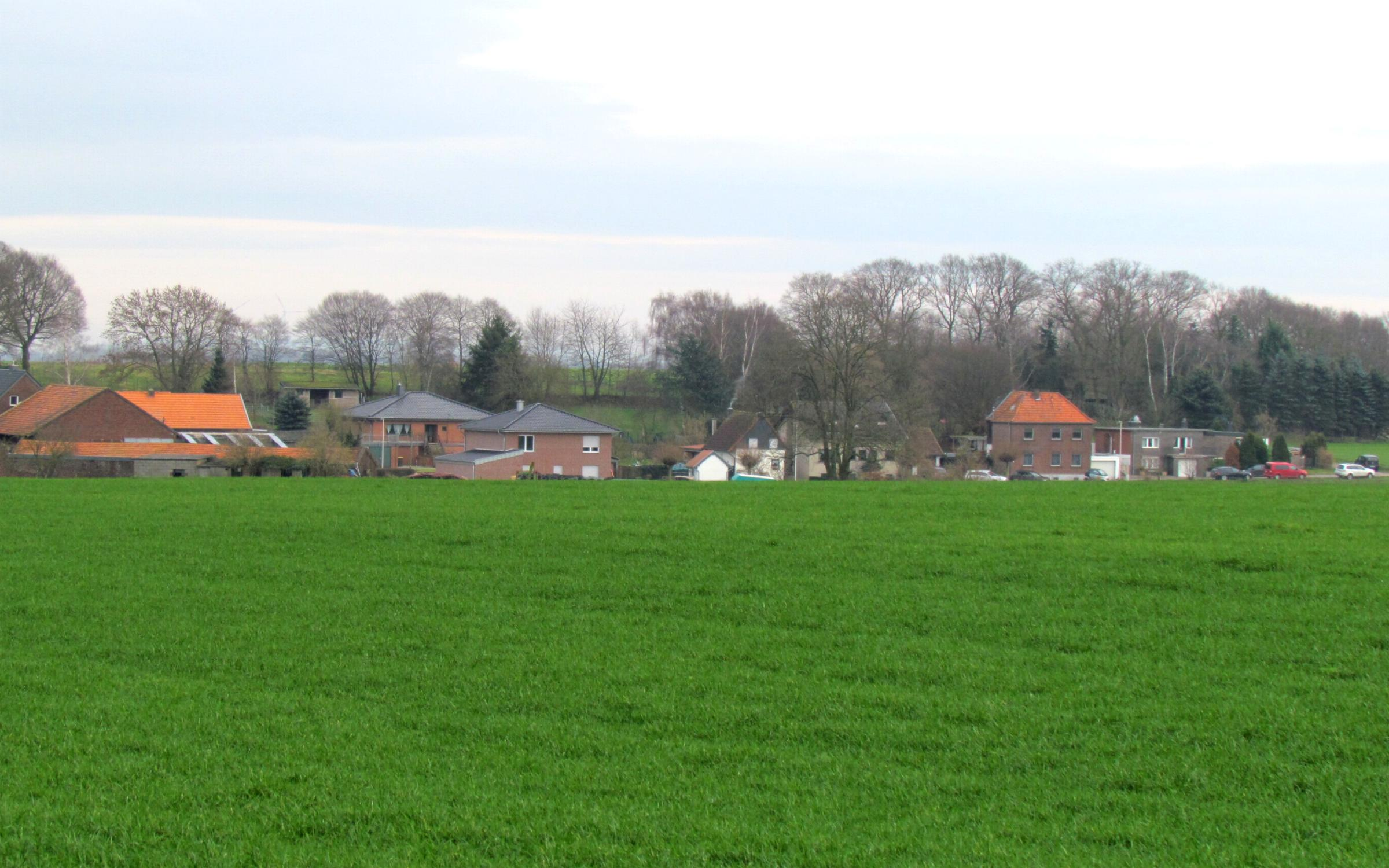
Blick nach Baumen

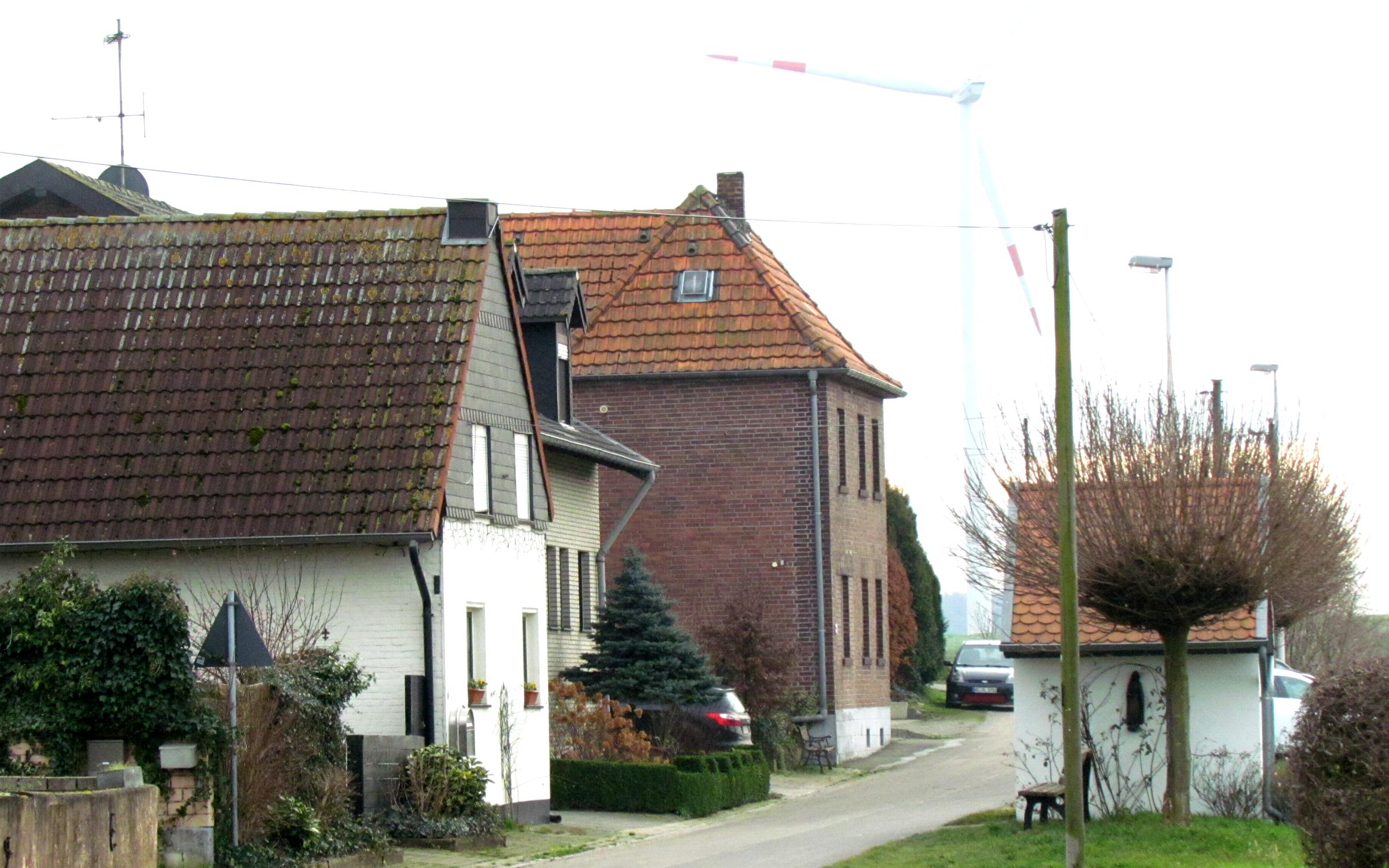
Ortsansicht

Baumen ist ein Ortsteil der Kreisstadt Heinsberg in Nordrhein-Westfalen.

## Lage
Der kleine Weiler liegt südlich des Heinsberger Stadtteils Uetterath, ca. 3,5 Kilometer von Randerath entfernt und ist von Uetterath über eine Stichstraße zu erreichen. Die Siedlung besteht nur aus neun Häusern und hat 30 Einwohner (Stand 2012).

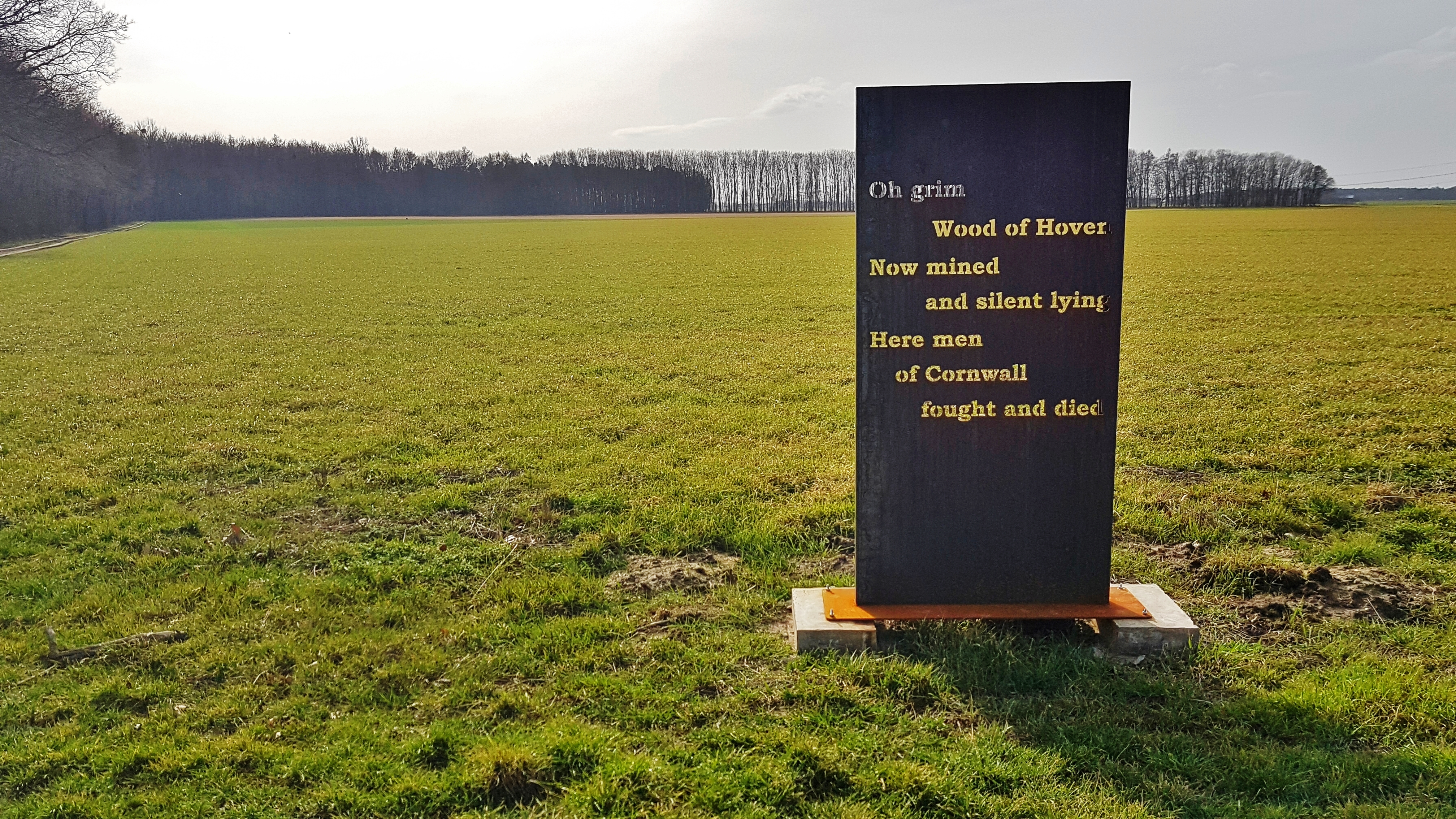
In Gedenken an die Winterkämpfe Nov. 1944 - Febr.1945 im Raum Rischden -Tripsrath - Hoven

## Geschichte
Die kleine Siedlung gehört historisch zu Uetterath, einem heute zu Heinsberg eingemeindeten Ort. Im 14. Jahrhundert befand sich dieser Ort im Besitz des Roermonder Kreuzherrenklosters. Später kam Baumen gemeinsam mit Uetterath und weiteren Weilern zur Gemeinde Randerath. Im Zuge der kommunalen Neugliederung wurde die Siedlung am 1. Januar 1972 nach Heinsberg eingemeindet.

## Kapelle

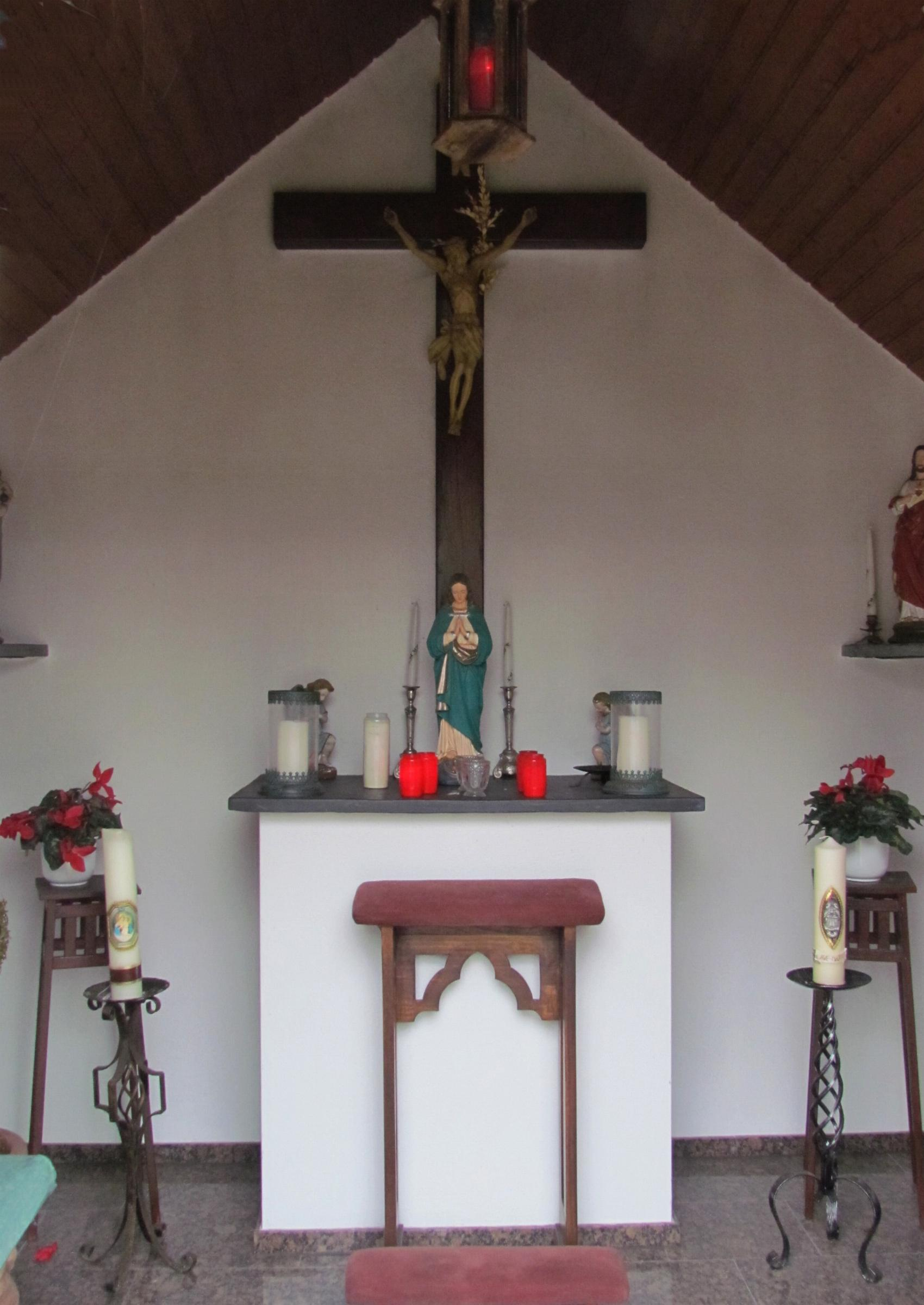
Kapelle – Innenansicht

Die kleine Kapelle in Baumen gehört zur Pfarre St. Mariae Himmelfahrt in Uetterath. Sie existierte bereits  vor dem Zweiten Weltkrieg, wurde in den Kriegsjahren jedoch zerstört und nicht wieder aufgebaut. Lediglich die historische Plastik der heiligen Cäcilia aus dem 18. Jahrhundert überstand die Zerstörung  und befindet sich heute im Heinsberger Heimatmuseum. 1983 entschlossen sich die Einwohner des Ortes, an Stelle der zerstörten Kapelle ein neues Wegekreuz zu errichten. 2010 erfolgte schließlich der Wiederaufbau. Die neue Kapelle wurde am 17. Juli 2010 geweiht.
Die Kapelle besitzt einen quadratischen Grundriss und ist aus Backstein gemauert. Sie besitzt ein mit Biberschwanzplatten belegtes Satteldach sowie eine aus Schmiedeeisen gefertigte  Eingangstür. Oberhalb der Tür befindet sich eine Figurennische, die Jahreszahl und ein Giebelkreuz. Im Inneren gibt es Kruzifix sowie mehrere an den Wänden angebrachte Figuren. Die auf dem Altar stehende Marienfigur ist eine private Schenkung aus dem Marien-Wallfahrtsort Ophoven.